# Katte-digte
Katte-digte er en dansk eksperimentalfilm fra 1994, der er instrueret af Julius Heslet Gammeltoft efter manuskript af Marie-Amalie Hellet Gammeltoft.

## Handling
Tre piger fremsiger en række digte, som de selv har skrevet, under en tur i Fælledparken og på en legeplads.